# 延叶山桂花
延叶山桂花（学名：Bennettiodendron brevipes var. margopatens）为大风子科山桂花属下的一个变种。

## 扩展阅读
- 維基物種上的相關：延叶山桂花